# علی حنطه
علی حنطه (زاده ۱۰ نوامبر ۱۹۶۶) متولد مشهد یک بازیکن فوتبال بازنشسته و مربی فوتبال اهل ایران است. وی سابقهٔ بازی و مربیگری در تیم‌های پیام مشهد و ابومسلم خراسان را داراست.